# Suttinan Phuk-hom
Suttinun Phuk-hom (tiếng Thái: สุทธินันท์ พุกหอม, sinh ngày 19 tháng 4 năm 1984), còn được biết với tên đơn giản M (tiếng Thái: เอ็ม) là một cầu thủ bóng đá người Thái Lan thi đấu ở vị trí trung vệ cho câu lạc bộ Giải bóng đá Ngoại hạng Thái Lan Chonburi và đội tuyển quốc gia Thái Lan.

## Sự nghiệp quốc tế
Suttinun có màn ra mắt cho đội tuyển U-23 tại SEA Games 2009. Anh ghi 2 bàn trước Zimbabwe trong trận giao hữu. Suttinun là một phần của đội hình Thái Lan tham dự Giải vô địch bóng đá Đông Nam Á 2014. Vào tháng 5 năm 2015, anh được triệu tập vào Thái Lan để thi đấu Vòng loại giải vô địch bóng đá thế giới 2018 khu vực châu Á với Việt Nam.

### Quốc tế
Tính đến 8 tháng 10 năm 2016
| Đội tuyển quốc gia | Năm  | Số trận | Bàn thắng |
| ------------------ | ---- | ------- | --------- |
| Thái Lan           | 2008 | 2       | 0         |
| Thái Lan           | 2009 | 1       | 0         |
| Thái Lan           | 2010 | 8       | 0         |
| Thái Lan           | 2011 | 4       | 0         |
| Thái Lan           | 2012 | 1       | 0         |
| Thái Lan           | 2013 | 1       | 0         |
| Thái Lan           | 2014 | 7       | 0         |
| Thái Lan           | 2015 | 7       | 1         |
| Thái Lan           | Tổng | 31      | 1         |

## Bàn thắng quốc tế
| #  | Ngày                 | Địa điểm                                    | Đối thủ   | Tỉ số | Kết quả | Giải đấu                  |
| -- | -------------------- | ------------------------------------------- | --------- | ----- | ------- | ------------------------- |
| —  | 29 tháng 12 năm 2009 | Sân vận động Thái Lan-Nhật Bản, Thái Lan    | Zimbabwe  | 1–0   | 3–0     | Giao hữu không chính thức |
| —  | 29 tháng 12 năm 2009 | Sân vận động Thái Lan-Nhật Bản, Thái Lan    | Zimbabwe  | 2–0   | 3–0     | Giao hữu không chính thức |
| 1. | 26 tháng 3 năm 2015  | Sân vận động sinh nhật lần thứ 80, Thái Lan | Singapore | 1–0   | 2–0     | Giao hữu                  |

## Danh hiệu

### Câu lạc bộ
Chonburi
- Cúp Hoàng gia Kor (4): 2008, 2009, 2011, 2012

### Quốc tế
U-23 Thái Lan
- Sea Games  Huy chương Vàng (1); 2007

Thái Lan
- Giải vô địch bóng đá Đông Nam Á (1): 2014